# Эверстейн, Йоп
Йозеф Петрус (Йоп) Эверстейн (нидерл. Jozef Petrus "Joop" Eversteijn; 29 января 1921, Гаага — 2 ноября 2013, там же) — нидерландский футболист, который играл в нападении.

## Биография
Йоп Эверстейн дебютировал в футболе в 1938 году в 17-летнем возрасте с АДО Ден Хааг. Его первый матч состоялся 13 ноября 1938 года против «Ксеркса», который и выиграл матч со счётом 5:2. Постепенно Эверстейн стал технически одарённым конструктивным форвардом с хорошими забивными навыками. Его лучшим голом в карьере был мяч, который он забил 21 июня 1942 года в ворота АГОВВ. Эверстейн вывел свою команду вперёд при счёте 2:2, в итоге АДО выиграл со результатом 5:2 и завоевал чемпионство. В следующем году Эверстейн также стал чемпионом, его команда на два очка обошла «Фейеноорд». Он играл за клуб в течение 17 сезонов, в которых забил 75 голов в 161 играх. 11 апреля 1955 года он ушёл в отставку, сыграв свой последний матч против «Брабантии». После завершения карьеры игрока он стал тренером клуба ОЛИВЕО, а в 1965 году Эверстейн стал техническим директором АДО Ден Хааг.
Йоп Эверстейн умер в субботу 2 ноября 2013 года. После его смерти в живых остались лишь двое игроков, выигрывавших чемпионат Нидерландов 1941/42 и 1942/43 сезонов, это Долф Низен и Пит Эверстейн (старший брат Йопа).